# Denílson Martins Nascimento
 Denilson Martins Nascimiento (Salvador de Bahía, 4 de septiembre de 1976), más conocido como Denilson, es un exfutbolista brasileño. Jugó de delantero y su último equipo fue el UNIRB F. C..

## Trayectoria
Denilson nunca actuó profesionalmente en Brasil y abandonó el país en 1996 para trabajar en el fútbol europeo, en el Feyenoord de Holanda. Denilson también tuvo un paso rápido por el París Saint-Germain de Francia y União de Lamas (Portugal). En 1999, se trasladó a los Emiratos Árabes Unidos y se presentó con las camisas de Al-Shabab, Dubai Club y Al-Nasr SC. Después de un paso por el Club Atlas de Guadalajara de México en 2005, llegó a Corea del Sur en 2006 para jugar en el Daejeon Citizen. Actuó dos años en el Pohang Steelers. Con el Pohang Steelers ganó la Liga de Campeones de la AFC en 2009 y en la Copa Mundial de Clubes de la FIFA 2009 fue goleador con 4 goles y su equipo quedó en tercer lugar. 
En 2010, a petición del técnico brasileño Luiz Felipe Scolari, el jugador fue contratado por el equipo Bunyodkor, Uzbekistán.

## Clubes
| Club                     | País          | Año         |
| ------------------------ | ------------- | ----------- |
| Camaçari                 | Brasil        | 1995 - 1996 |
| Feyenoord Sub-21         | Países Bajos  | 1996 - 1997 |
| Paris Saint-Germain "II" | Francia       | 1997 - 1998 |
| União de Lamas           | Portugal      | 1998 - 1999 |
| Al-Shabbab               | EAU           | 1999 - 2002 |
| Dubai CSC                | EAU           | 2002 - 2004 |
| Al-Nasr SC               | EAU           | 2004 - 2005 |
| Atlas                    | México        | 2005        |
| Daejeon Citizen          | Corea del Sur | 2006 - 2007 |
| Pohang Steelers          | Corea del Sur | 2008 - 2010 |
| Bunyodkor                | Uzbekistán    | 2010        |
| Mogi Mirim               | Brasil        | 2011        |
| Guarani F. C.            | Brasil        | 2011 - 2012 |
| Dubai CSC                | EAU           | 2012        |
| C. R. B.                 | Brasil        | 2012 - 2013 |
| Red Bull Brasil          | Brasil        | 2013        |
| C. R. B.                 | Brasil        | 2013 - 2014 |
| A. A. Coruripe           | Brasil        | 2014 - 2015 |
| Bonsucesso F. C.         | Brasil        | 2015 - 2016 |
| F. C. Cascavel           | Brasil        | 2016 - 2020 |
| A. D. Perilima           | Brasil        | 2020        |
| UNIRB F. C.              | Brasil        | 2020        |

## Palmarés

### Campeonatos nacionales
| Título        | Club            | País          | Año  |
| ------------- | --------------- | ------------- | ---- |
| Korean FA Cup | Pohang Steelers | Corea del Sur | 2008 |
| K-League      | Pohang Steelers | Corea del Sur | 2009 |

### Campeonatos internacionales
| Título                      | Club            | País          | Año  |
| --------------------------- | --------------- | ------------- | ---- |
| Liga de Campeones de la AFC | Pohang Steelers | Corea del Sur | 2009 |

### Distinciones individuales
| Distinción                                             | Año  |
| ------------------------------------------------------ | ---- |
| Máximo goleador de la Copa Mundial de Clubes (4 goles) | 2009 |

| Predecesor: Wayne Rooney | Máximo goleador de la Copa Mundial de Clubes 2009 | Sucesor: Mauricio Molina |